# مینو ریتانو
مینو ریتانو (ایتالیایی: Mino Reitano؛ ‏ ۷ دسامبر ۱۹۴۴ – ۲۷ ژانویهٔ ۲۰۰۹) بازیگر، آهنگساز، موسیقی‌دان، خواننده و ترانه‌سرای اهل ایتالیا بود.